# Leichtathletik-Weltmeisterschaften 2007/Marathon der Männer

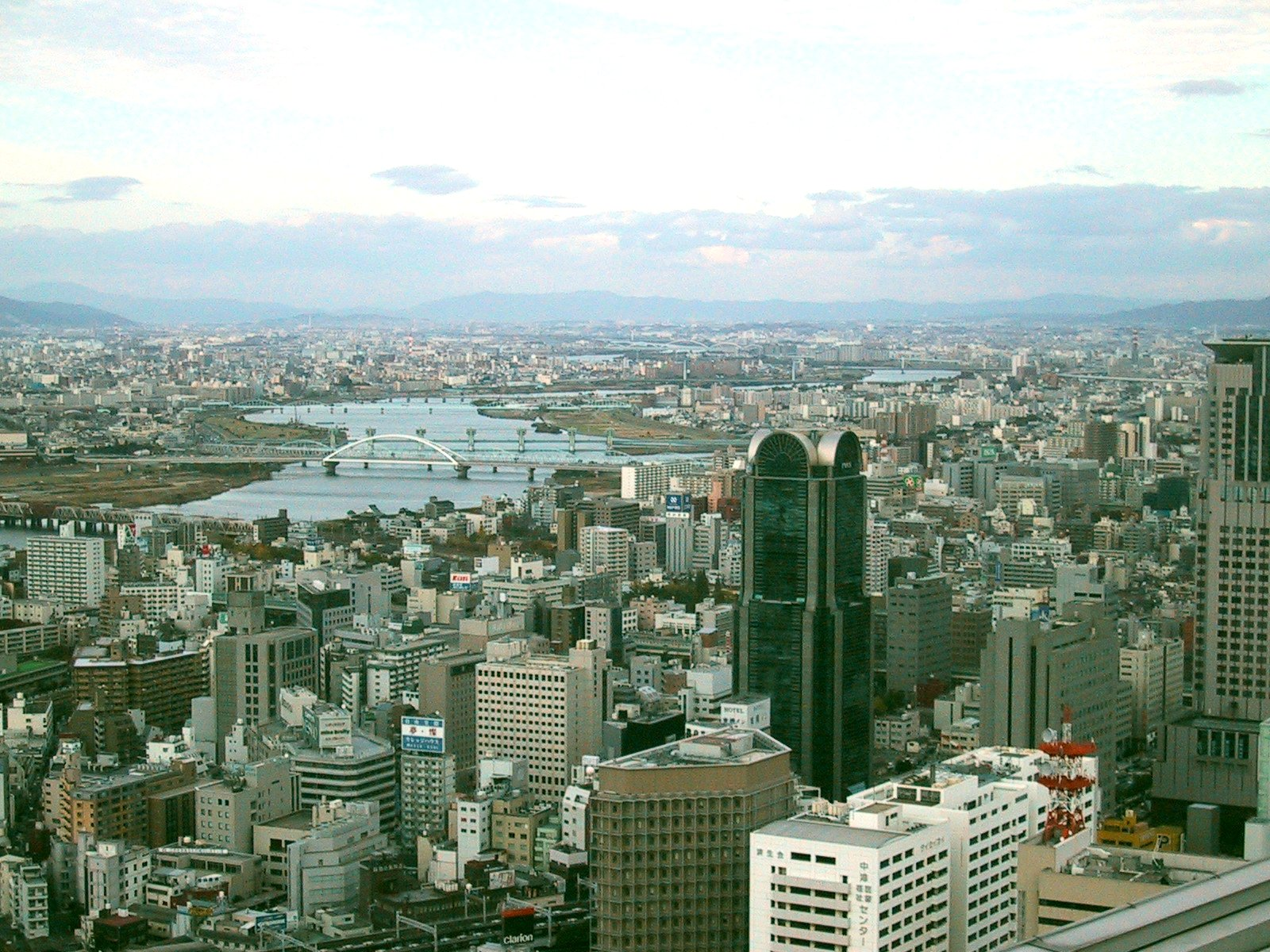
Osaka, Panorama der Stadt

Der Marathonlauf der Männer bei den Leichtathletik-Weltmeisterschaften 2007 fand am 25. August 2007 um 7:00 Uhr Ortszeit in der japanischen Stadt Osaka statt und war der dritte Lauf des World Marathon Majors des Jahres 2007.
Weltmeister wurde der Kenianer Luke Kibet Bowen. Er gewann vor dem für Katar startenden Mubarak Hassan Shami, der vor 2004 den Namen Richard Yatich hatte und die kenianische Staatsbürgerschaft besaß. Bronze ging an den Schweizer Viktor Röthlin.
Außerdem gab es wieder eine Teamwertung, den sogenannten Marathon-Cup. Entsprechend hoch war die Teilnehmerzahl. Erlaubt waren fünf Läufer je Nation, von denen für die Wertung die Zeiten der jeweils besten drei addiert wurden. Dieser Wettbewerb zählte allerdings nicht zum offiziellen Medaillenspiegel. Es siegte die Mannschaft aus Japan vor Südkorea und Kenia.

## Bestehende Rekorde/Bestleistungen
| Weltrekord | 2:04:55 h | Paul Tergat   | Berlin-Marathon 2003, Deutschland | 26. September 2003 |
| WM-Rekord  | 2:08:31 h | Jaouad Gharib | WM 2003 in Paris, Frankreich      | 20. August 2003    |

Der bestehende WM-Rekord wurde bei diesen Weltmeisterschaften nicht eingestellt und nicht verbessert.

## Ergebnis
25. August 2007, 7:00 Uhr

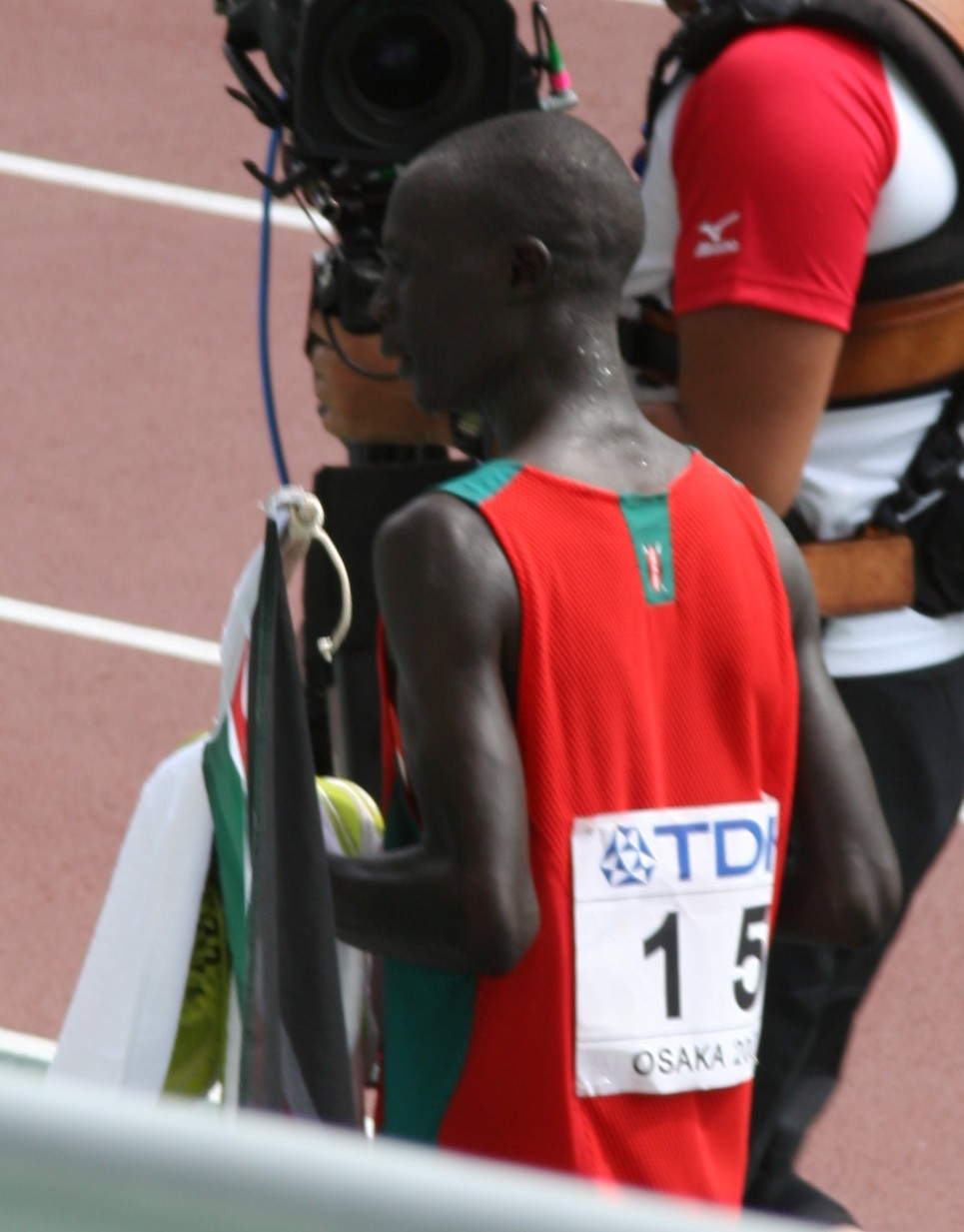
Weltmeister Luke Kibet Bowen

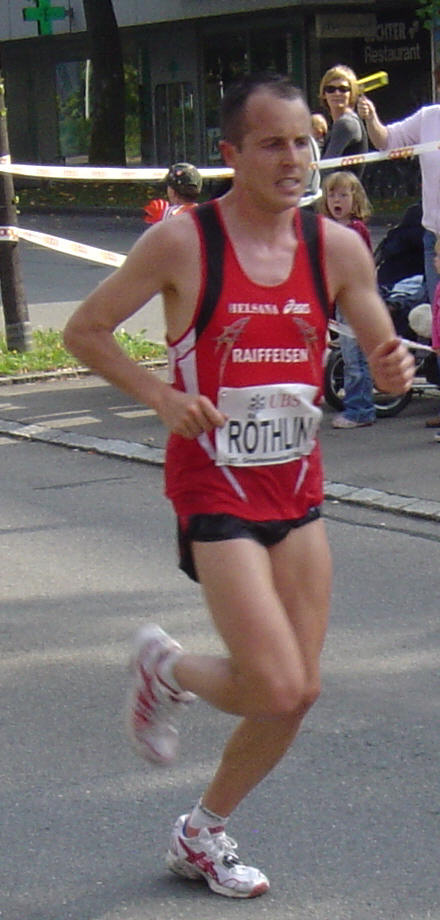
Bronzemedaillengewinner Viktor Röthlin

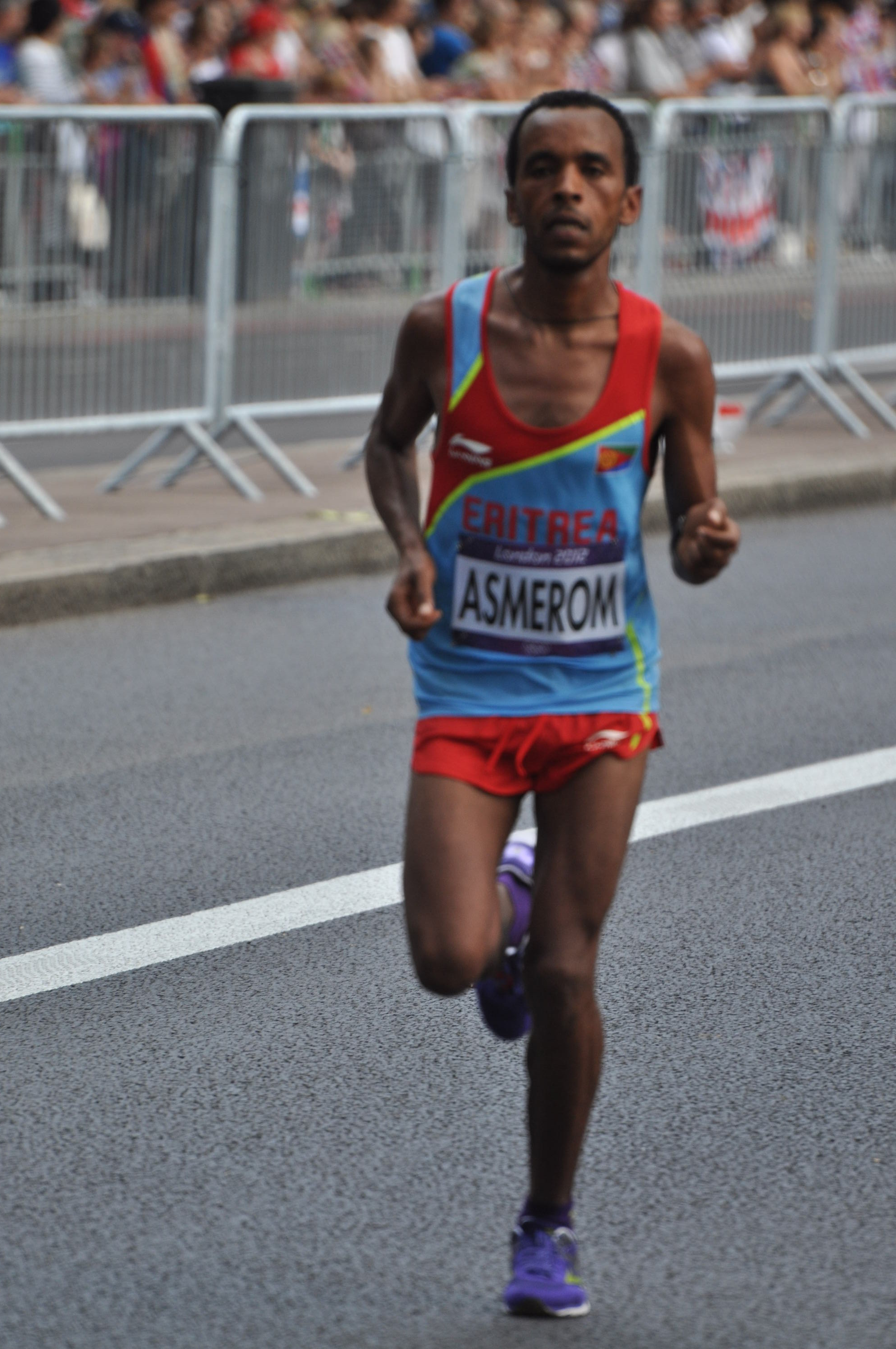
Yared Asmerom belegte Rang vier

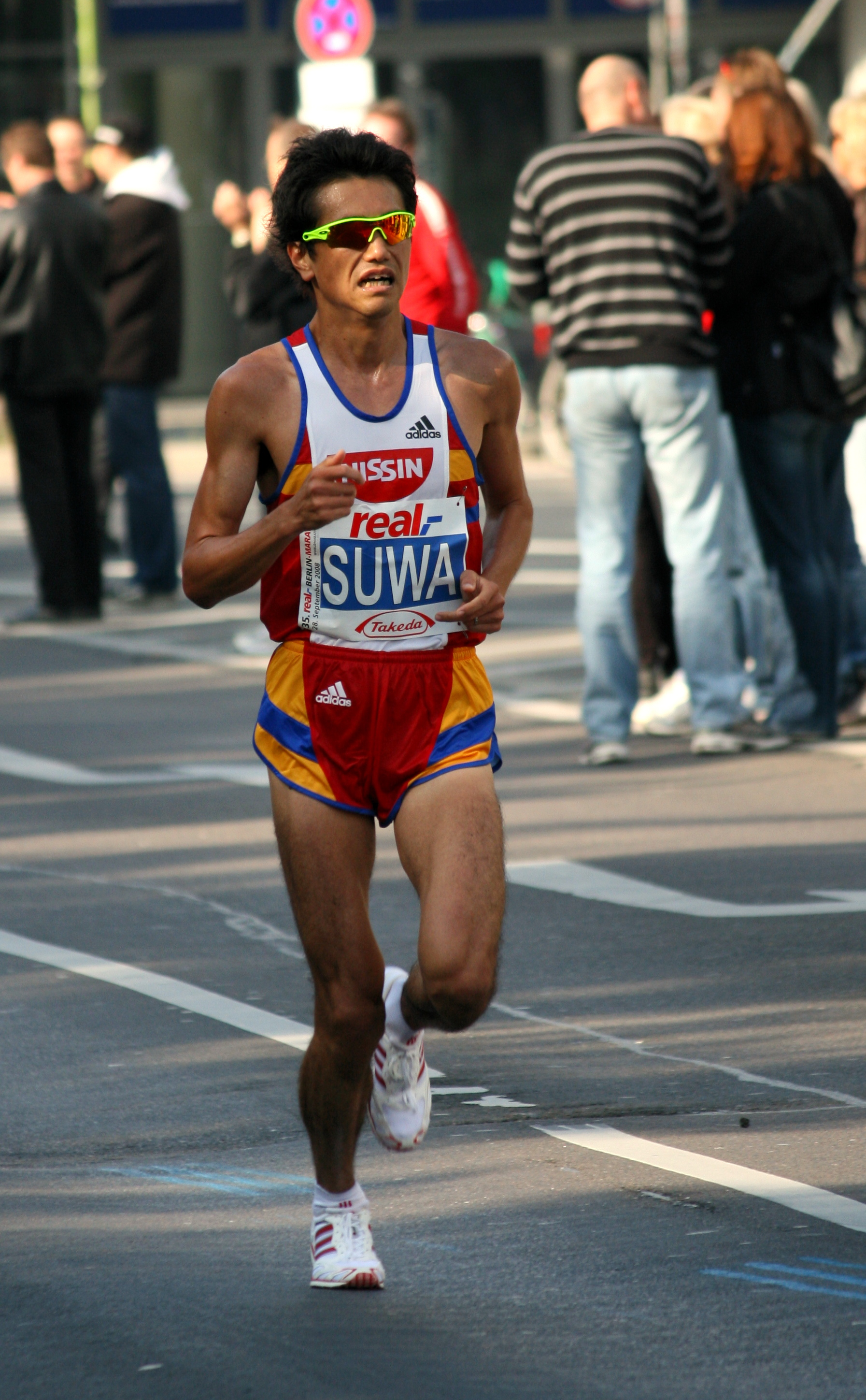
Der siebtplatzierte Toshinari Suwa

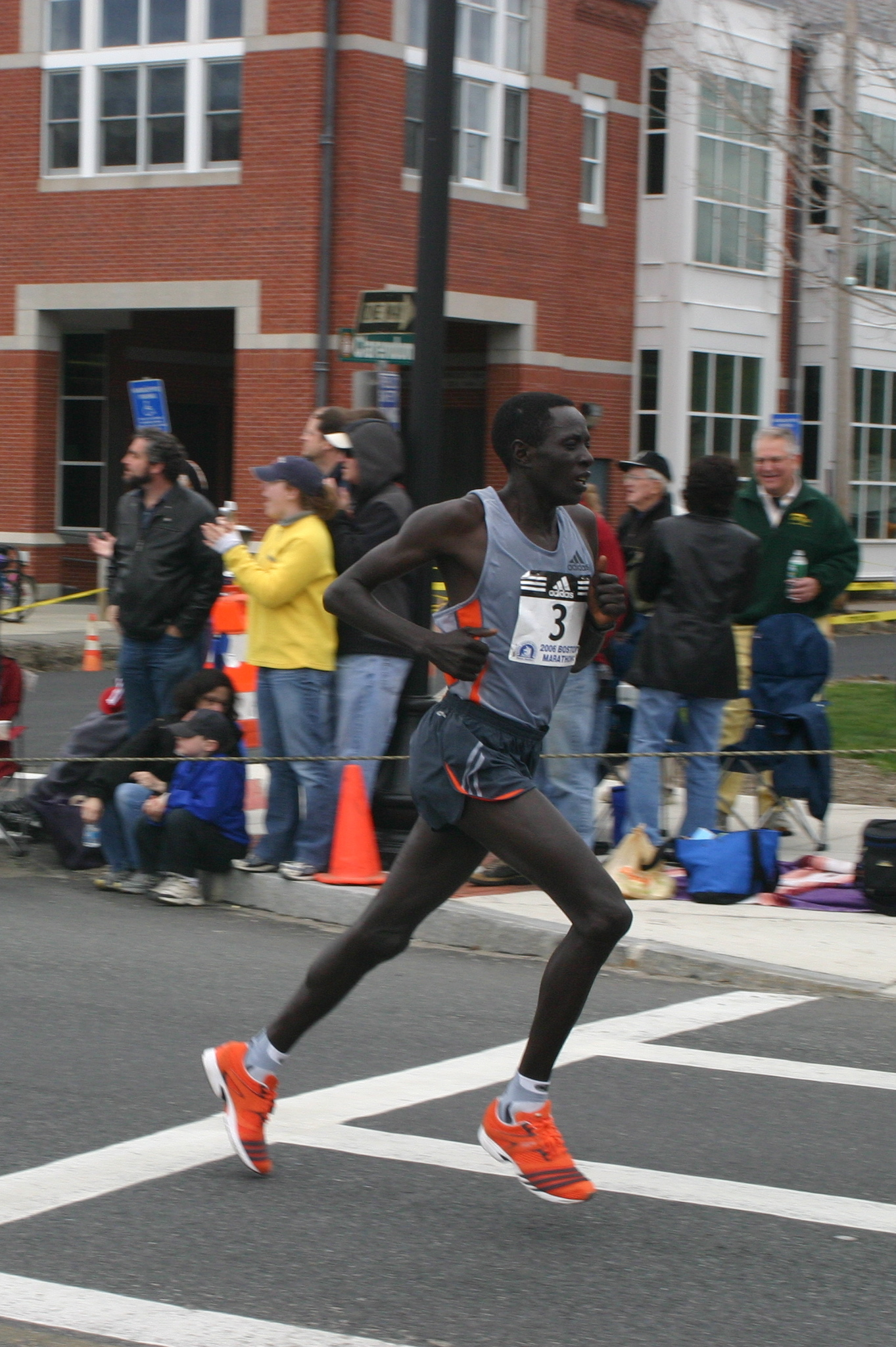
William Kiplagat kam auf den achten Platz

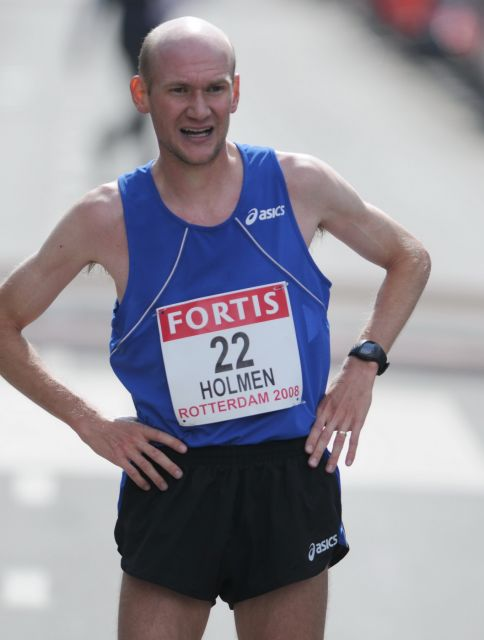
Janne Holmén wurde Neunter

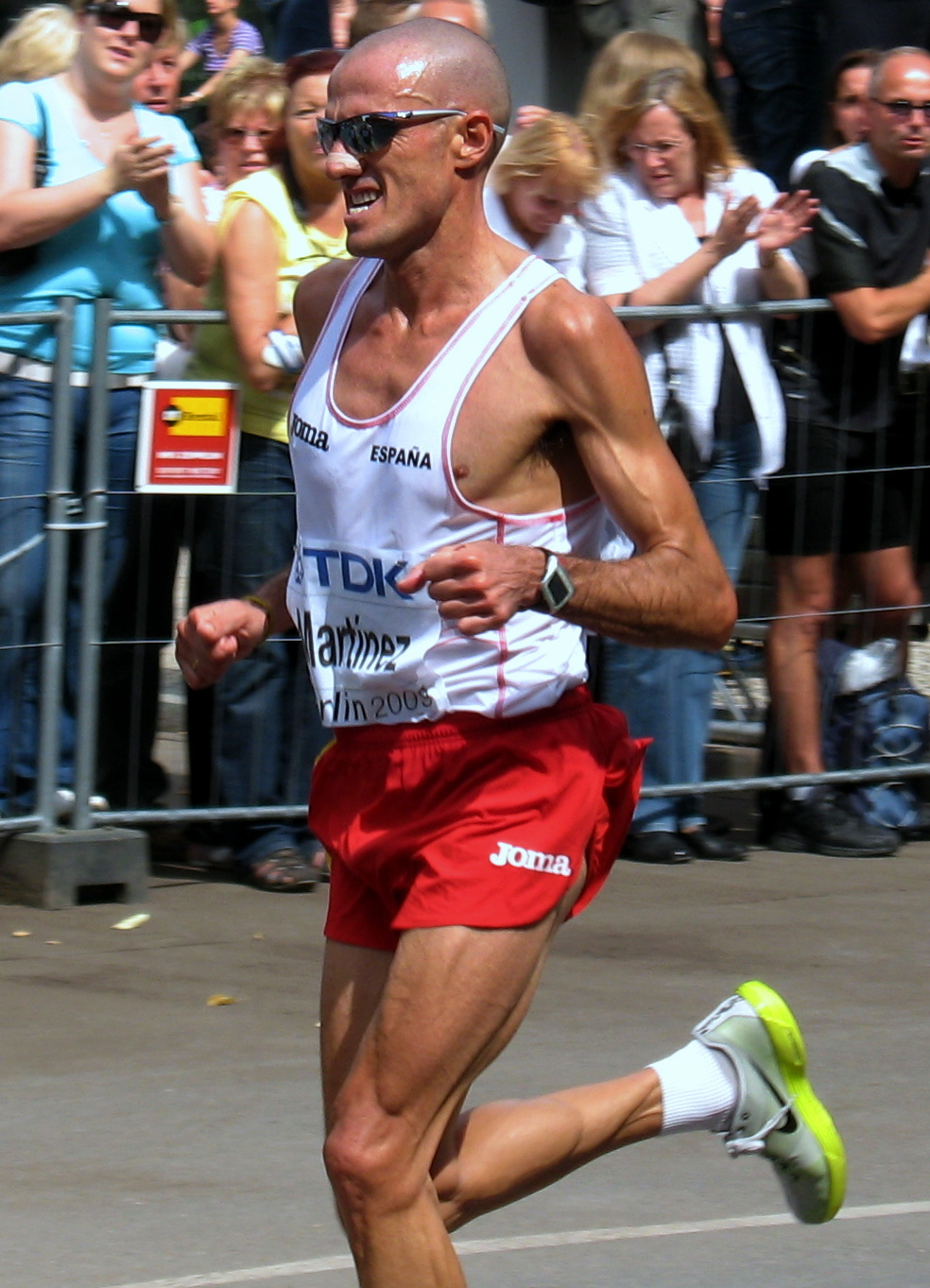
Rang zehn für José Manuel Martínez

Der Lauf in Osaka, der bei Temperaturen jenseits der 30 °C und einer Luftfeuchtigkeit von ca. 80 % ausgetragen wurde, war der bisher langsamste Weltmeisterschaftsmarathon überhaupt. Von 85 gestarteten Athleten erreichten lediglich 57 das Ziel. Luke Kibet setzte sich bei seiner ersten internationalen Meisterschaft bei Kilometer 31 ab und lief bis ins Ziel über eine Minute Vorsprung heraus. Der Schweizer Viktor Röthlin hatte sich das Rennen gut eingeteilt und arbeitete sich auf den letzten zwei Kilometern von Platz sechs auf den Bronzerang vor. Der Deutsche Ulrich Steidl belegte in 2:30:03 h den 37. Platz und erlitt kurz nach seiner Zielankunft einen Kreislaufkollaps.
| Platz | Athlet                  | Land                   | Zeit (h) |
| ----- | ----------------------- | ---------------------- | -------- |
|       | Luke Kibet Bowen        | Kenia                  | 2:15:59  |
|       | Mubarak Hassan Shami    | Katar                  | 2:17:18  |
|       | Viktor Röthlin          | Schweiz                | 2:17:25  |
| 04    | Yared Asmerom           | Eritrea                | 2:17:41  |
| 05    | Tsuyoshi Ogata          | Japan                  | 2:17:42  |
| 06    | Satoshi Ōsaki           | Japan                  | 2:18:06  |
| 07    | Toshinari Suwa          | Japan                  | 2:18:35  |
| 08    | William Kiplagat        | Kenia                  | 2:19:21  |
| 09    | Janne Holmén            | Finnland               | 2:19:36  |
| 10    | José Manuel Martínez    | Spanien                | 2:20:25  |
| 11    | Dan Robinson            | Großbritannien         | 2:20:30  |
| 12    | Alex Malinga            | Uganda                 | 2:20:36  |
| 13    | Tomoyuki Sato           | Japan                  | 2:20:53  |
| 14    | Gashaw Asfaw            | Äthiopien              | 2:20:58  |
| 15    | Park Ju-young           | Südkorea               | 2:21:49  |
| 16    | Mike Fokoroni           | Simbabwe               | 2:21:52  |
| 17    | José Ríos               | Spanien                | 2:22:21  |
| 18    | José de Souza           | Brasilien              | 2:22:24  |
| 19    | Seteng Ayele            | Israel                 | 2:22:27  |
| 20    | Ali Mabrouk El Zaidi    | Libyen                 | 2:22:50  |
| 21    | Mbarak Kipkorir Hussein | USA                    | 2:23:04  |
| 22    | Alberto Chaíça          | Portugal               | 2:23:22  |
| 23    | Mike Morgan             | USA                    | 2:23:28  |
| 24    | Kim Young-chun          | Südkorea               | 2:24:25  |
| 25    | Samson Ramadhani        | Tansania               | 2:25:51  |
| 26    | Lee Myong-seung         | Südkorea               | 2:25:54  |
| 27    | Hendrick Ramaala        | Südafrika              | 2:26:00  |
| 28    | Chang Chia-che          | Chinesisch Taipeh      | 2:26:22  |
| 29    | Khalid Kamal Yaseen     | Bahrain                | 2:26:32  |
| 30    | Getuli Bayo             | Tansania               | 2:26:56  |
| 31    | Dejene Berhanu          | Äthiopien              | 2:27:50  |
| 32    | Kyle O’Brien            | USA                    | 2:28:28  |
| 33    | Su Wei                  | Volksrepublik China    | 2:28:41  |
| 34    | Wodage Zvadya           | Israel                 | 2:29:21  |
| 35    | Luís Feiteira           | Portugal               | 2:29:34  |
| 36    | Deng Haiyang            | Volksrepublik China    | 2:29:37  |
| 37    | Ulrich Steidl           | Deutschland            | 2:30:03  |
| 38    | Ambesse Tolosa          | Äthiopien              | 2:30:20  |
| 39    | Michael Tluway Mislay   | Tansania               | 2:30:33  |
| 40    | Asaf Bimro              | Israel                 | 2:31:34  |
| 41    | Yousuf Othman Qader     | Katar                  | 2:32:00  |
| 42    | Paulo Gomes             | Portugal               | 2:32:02  |
| 43    | Li Zhuhong              | Volksrepublik China    | 2:32:44  |
| 44    | Rachid Kisri            | Marokko                | 2:32:57  |
| 45    | Abderrahime Bouramdane  | Marokko                | 2:33:26  |
| 46    | Pablo Olmedo            | Mexiko                 | 2:33:40  |
| 47    | Marcel Tschopp          | Liechtenstein          | 2:33:42  |
| 48    | Antoni Bernadó          | Andorra                | 2:34:28  |
| 49    | Ren Longyun             | Volksrepublik China    | 2:35:22  |
| 50    | Fernando Cabada Jr      | USA                    | 2:35:48  |
| 51    | Peter Riley             | Großbritannien         | 2:36:00  |
| 52    | Laban Kagika            | Kenia                  | 2:37:13  |
| 53    | George Mofokeng         | Südafrika              | 2:40:22  |
| 54    | Rito Regules            | Mexiko                 | 2:45:26  |
| 55    | Bat-Otschiryn Ser-Od    | Mongolei               | 2:49:06  |
| 56    | Mitsuru Kubota          | Japan                  | 2:59:40  |
| 57    | Tumi Malefetsane        | Lesotho                | 3:03:47  |
| DNF   | Patrick Dupouy          | Französisch-Polynesien |          |
| DNF   | Geovanni Santos         | Brasilien              |          |
| DNF   | Zongamele Dyubeni       | Südafrika              |          |
| DNF   | Amos Masai              | Uganda                 |          |
| DNF   | Zheng Yunshan           | Volksrepublik China    |          |
| DNF   | Francis Kirwa           | Finnland               |          |
| DNF   | Abdulhak Zakaria        | Bahrain                |          |
| DNF   | Abdil Ceylan            | Türkei                 |          |
| DNF   | Joachim Nshimirimana    | Burundi                |          |
| DNF   | Nelson Cruz             | Kap Verde              |          |
| DNF   | Juan Gualberto Vargas   | Mexiko                 |          |
| DNF   | Gudisa Shentema         | Äthiopien              |          |
| DNF   | Khalid El Boumlil       | Marokko                |          |
| DNF   | Martin Beckmann         | Deutschland            |          |
| DNF   | James Mwangi Macharia   | Kenia                  |          |
| DNF   | Migidio Bourifa         | Italien                |          |
| DNF   | Tesfaye Tola            | Äthiopien              |          |
| DNF   | Óscar Martín            | Spanien                |          |
| DNF   | Laban Kipkemboi         | Kenia                  |          |
| DNF   | Norman Dlomo            | Südafrika              |          |
| DNF   | Iaroslav Mușinschi      | Moldau                 |          |
| DNF   | Bethuel Netshifhefhe    | Südafrika              |          |
| DNF   | Hicham Chatt            | Marokko                |          |
| DNF   | Hélder Ornelas          | Portugal               |          |
| DNF   | Abderrahim Goumri       | Marokko                |          |
| DNF   | Takhir Mamashayev       | Kasachstan             |          |
| DNF   | Julio Rey               | Spanien                |          |
| DNF   | Pavel Loskutov          | Estland                |          |
| DNS   | Luís Jesus              | Portugal               |          |
| DNS   | Simeon Kiplagat Sawe    | USA                    |          |

## Marathon-Cup
| Platz | Land                | Athleten                                             | Zeit (h) |
| ----- | ------------------- | ---------------------------------------------------- | -------- |
| 1     | Japan               | Tsuyoshi Ogata Satoshi Ōsaki Toshinari Suwa          | 6:54:23  |
| 2     | Südkorea            | Park Ju-young Kim Young-chun Lee Myong-seung         | 7:12:08  |
| 3     | Kenia               | Luke Kibet Bowen William Kiplagat Laban Kagika       | 7:12:33  |
| 4     | USA                 | Mbarak Kipkorir Hussein Mike Morgan Kyle O’Brien     | 7:15:00  |
| 5     | Äthiopien           | Gashaw Asfaw Dejene Berhanu Ambesse Tolosa           | 7:19:08  |
| 6     | Tansania            | Samson Ramadhani y Getuli Bayo Michael Tluway Mislay | 7:23:20  |
| 7     | Israel              | Seteng Ayele Wodage Zvadya Asaf Bimro                | 7:23:22  |
| 8     | Portugal            | Alberto Chaíça Luís Feiteira Paulo Gomes             | 7:24:58  |
| 9     | Volksrepublik China | Su Wei Deng Haiyang Li Zhuhong                       | 7:31:02  |

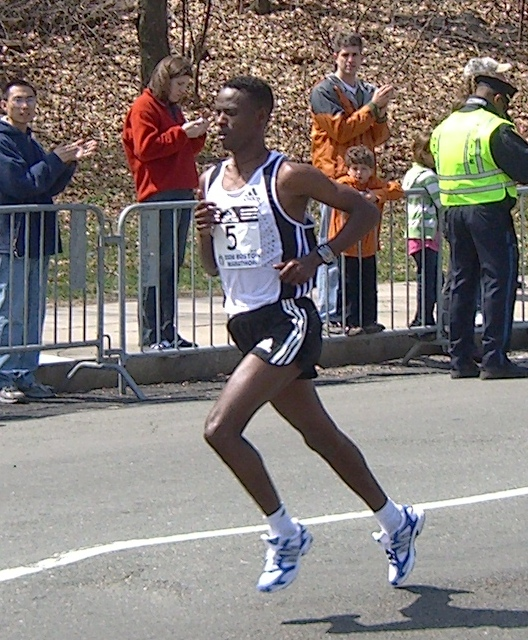
Gashaw Asfaw – Rang vierzehn
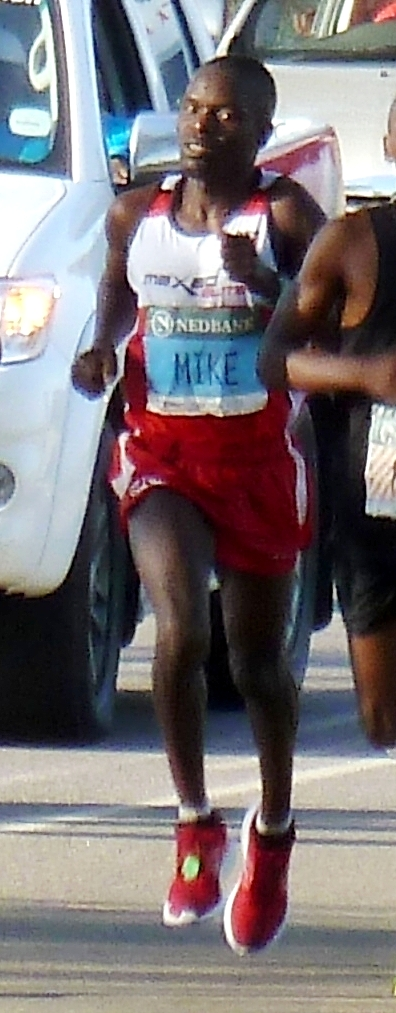
Mike Fokoroni – Rang sechzehn
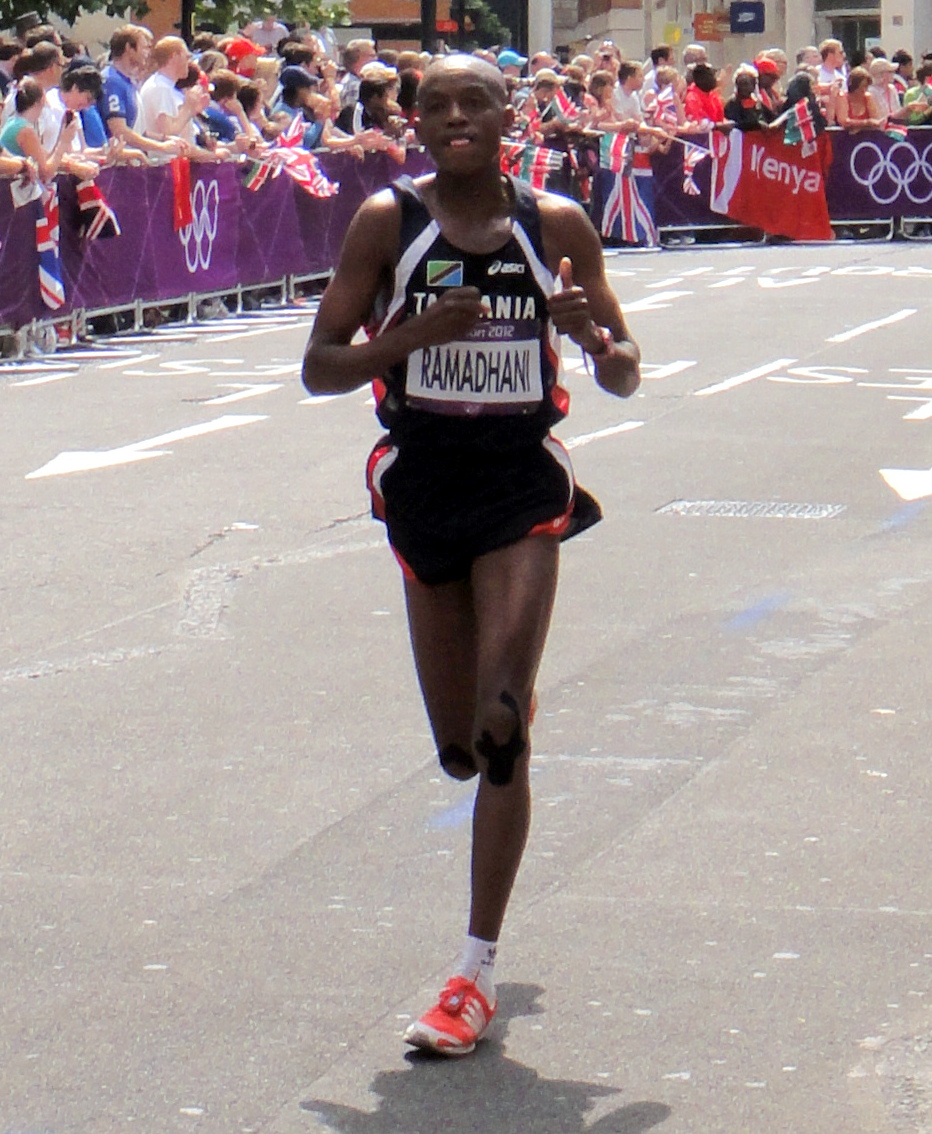
Samson Ramadhani – Rang 25
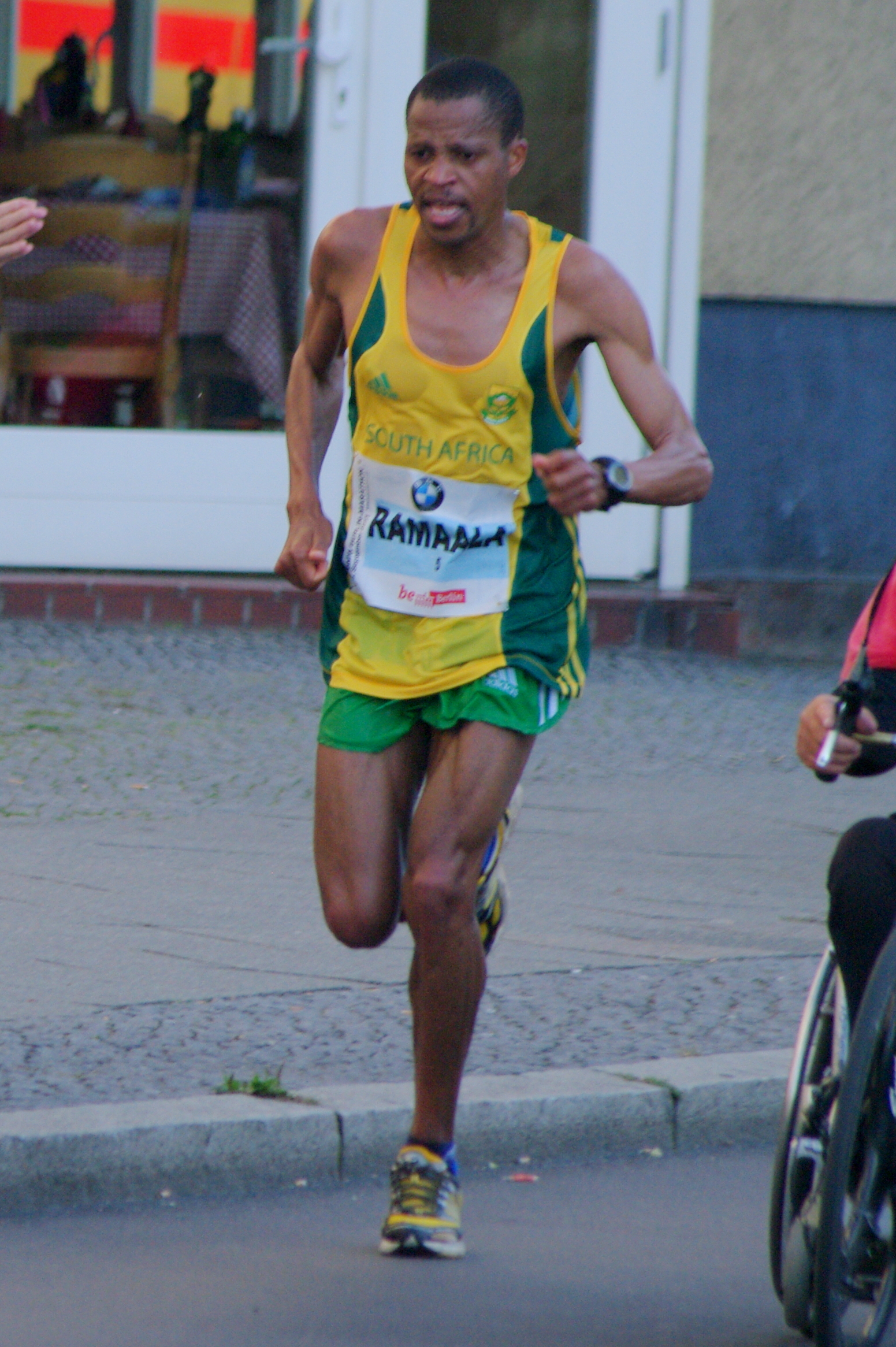
Hendrick Ramaala – Rang 27
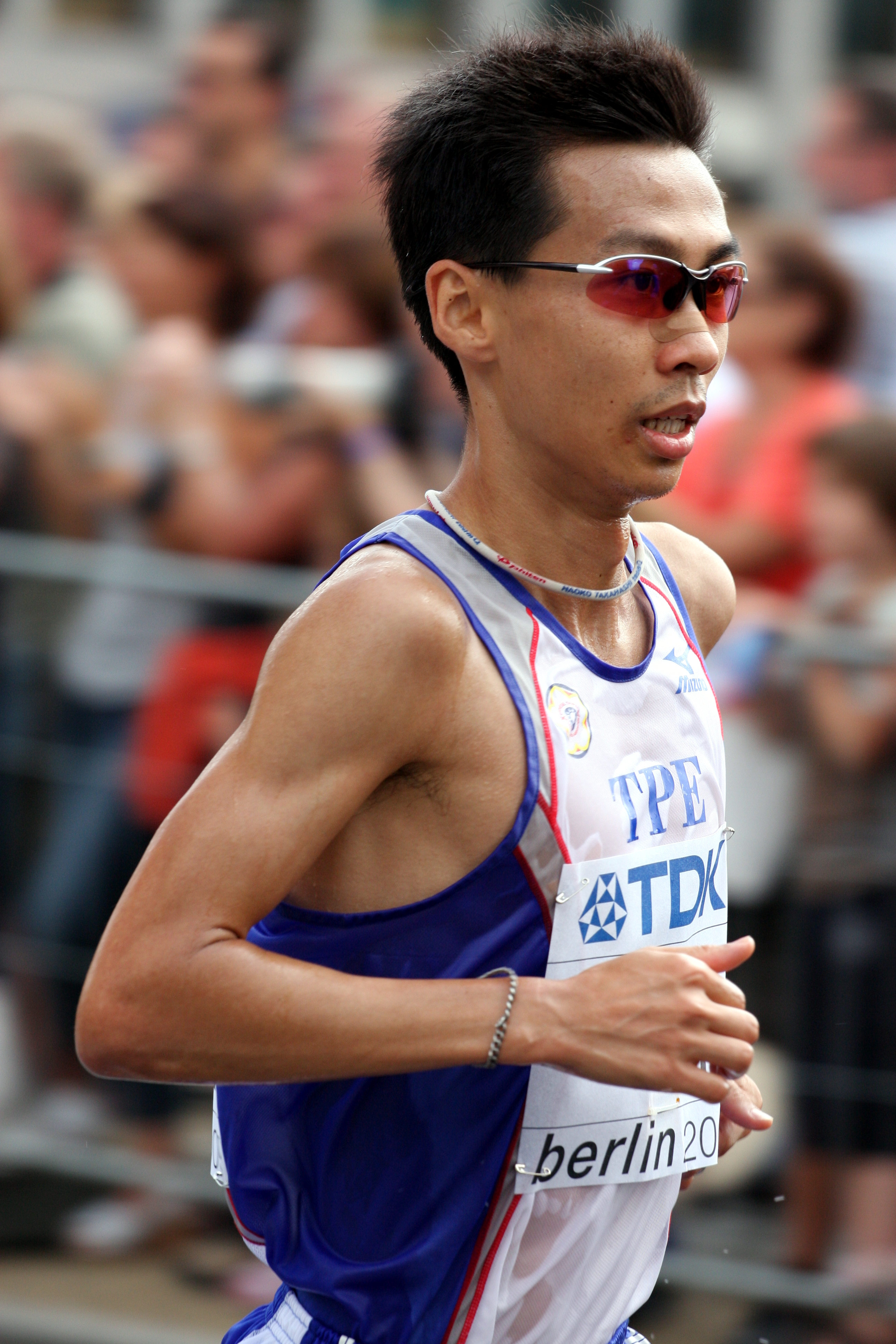
Chang Chia-che – Rang 28
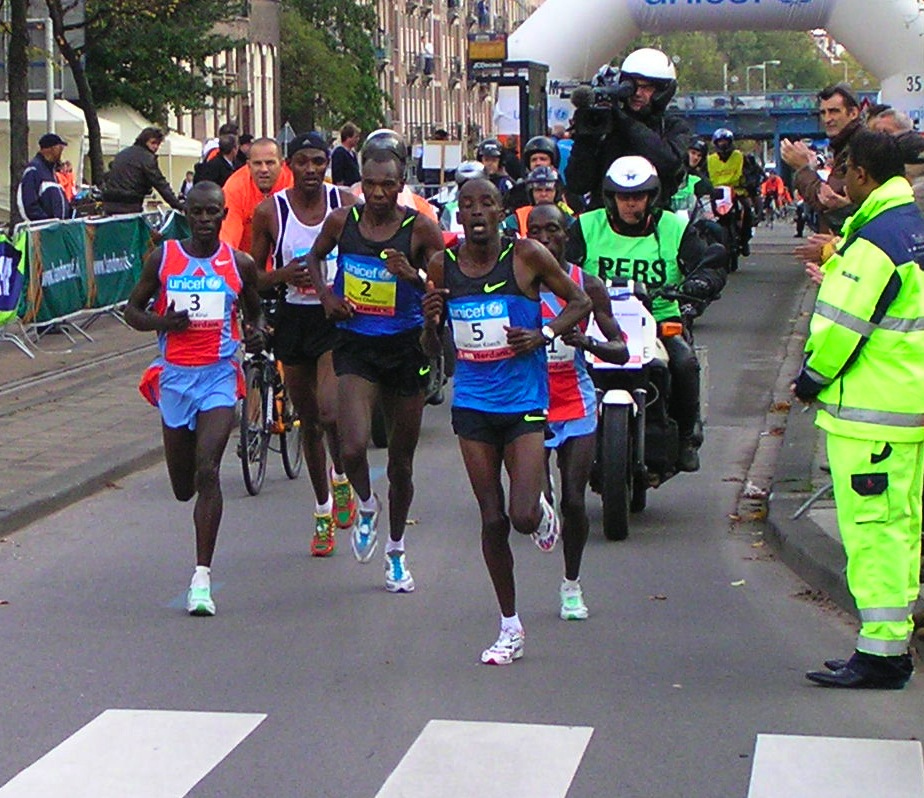
Dejene Berhanu (etwas verdeckt, weißes Trikot) – Rang 31
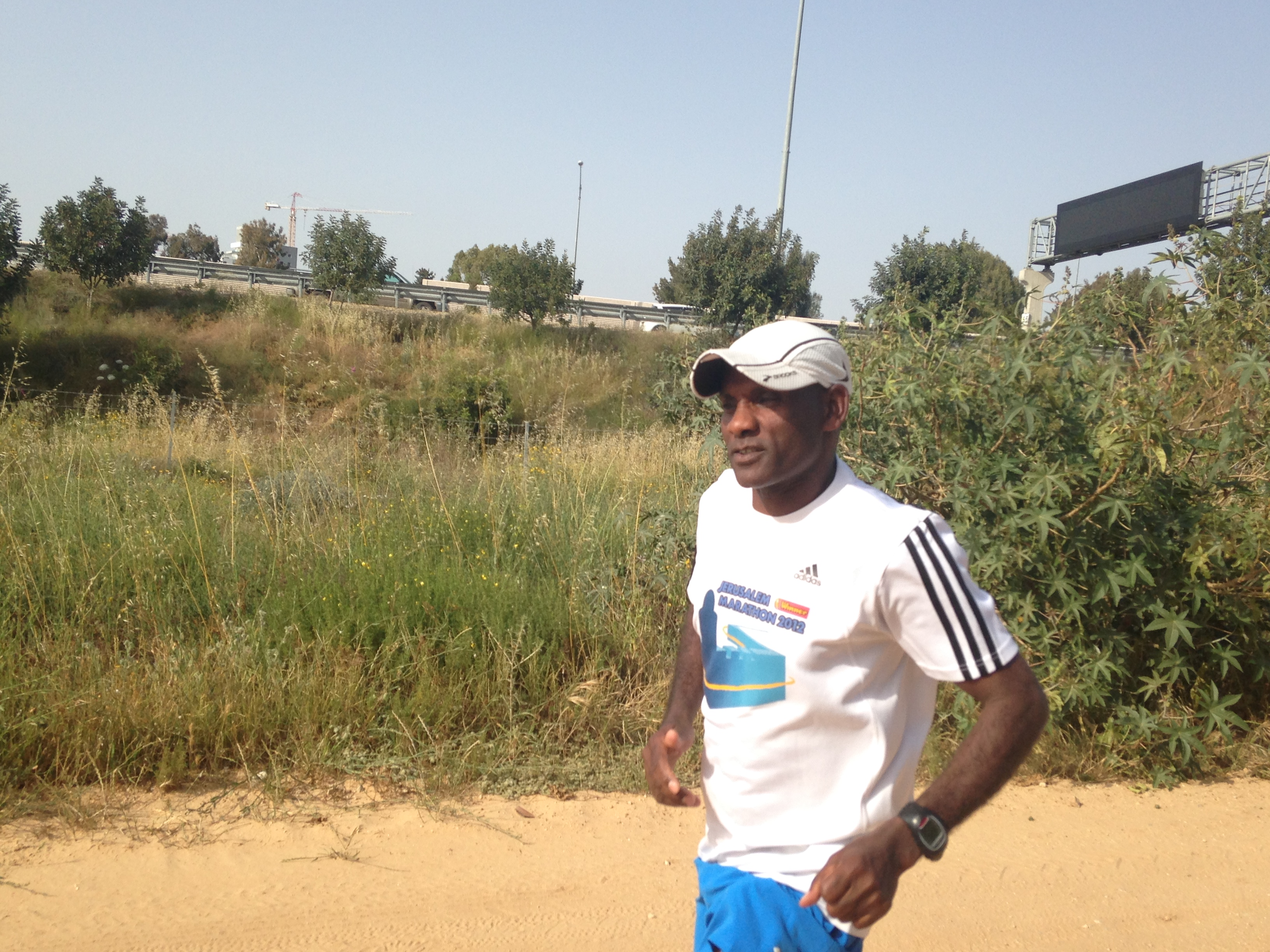
Wodage Zvadya – Rang 34
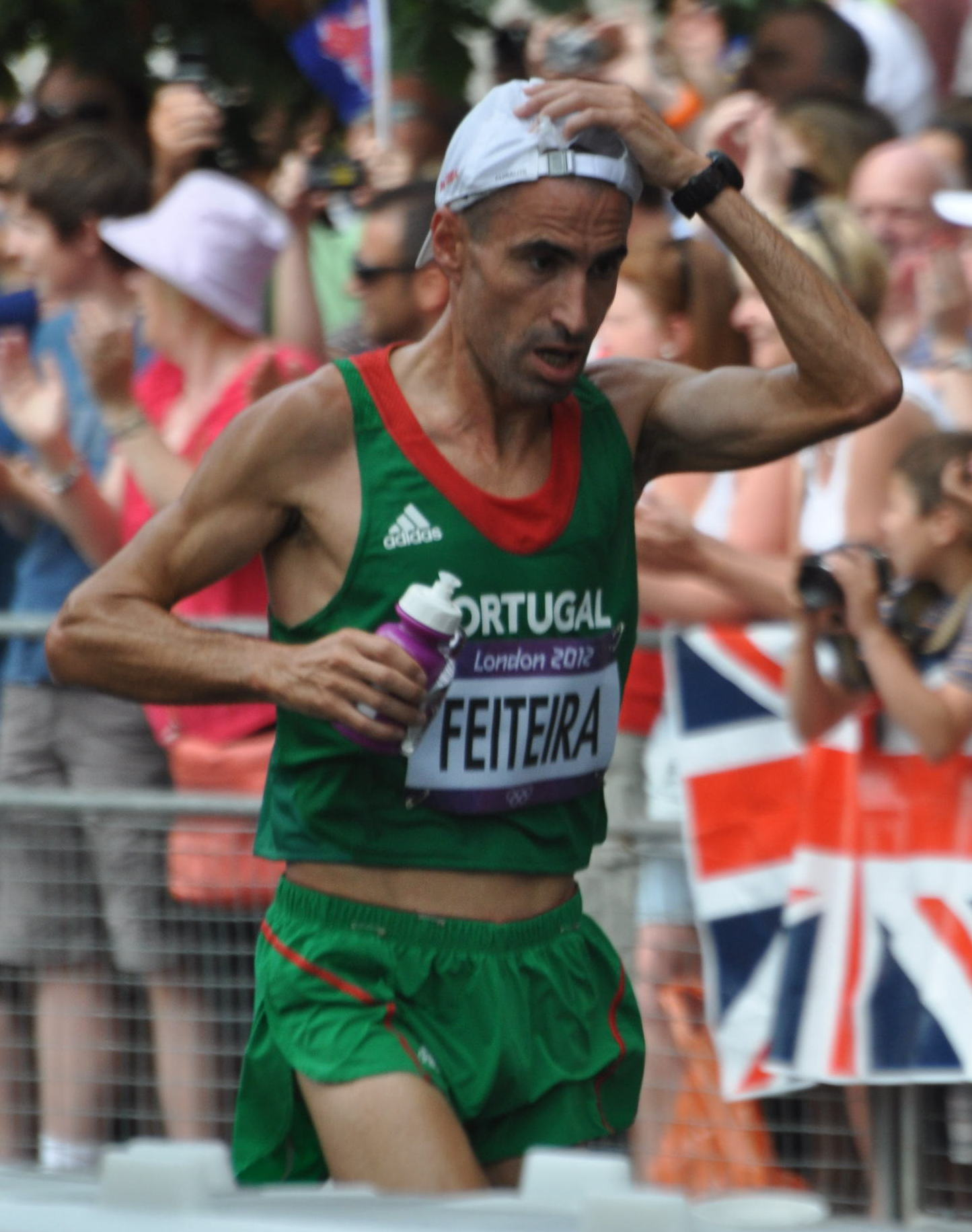
Luís Feiteira – Rang 35
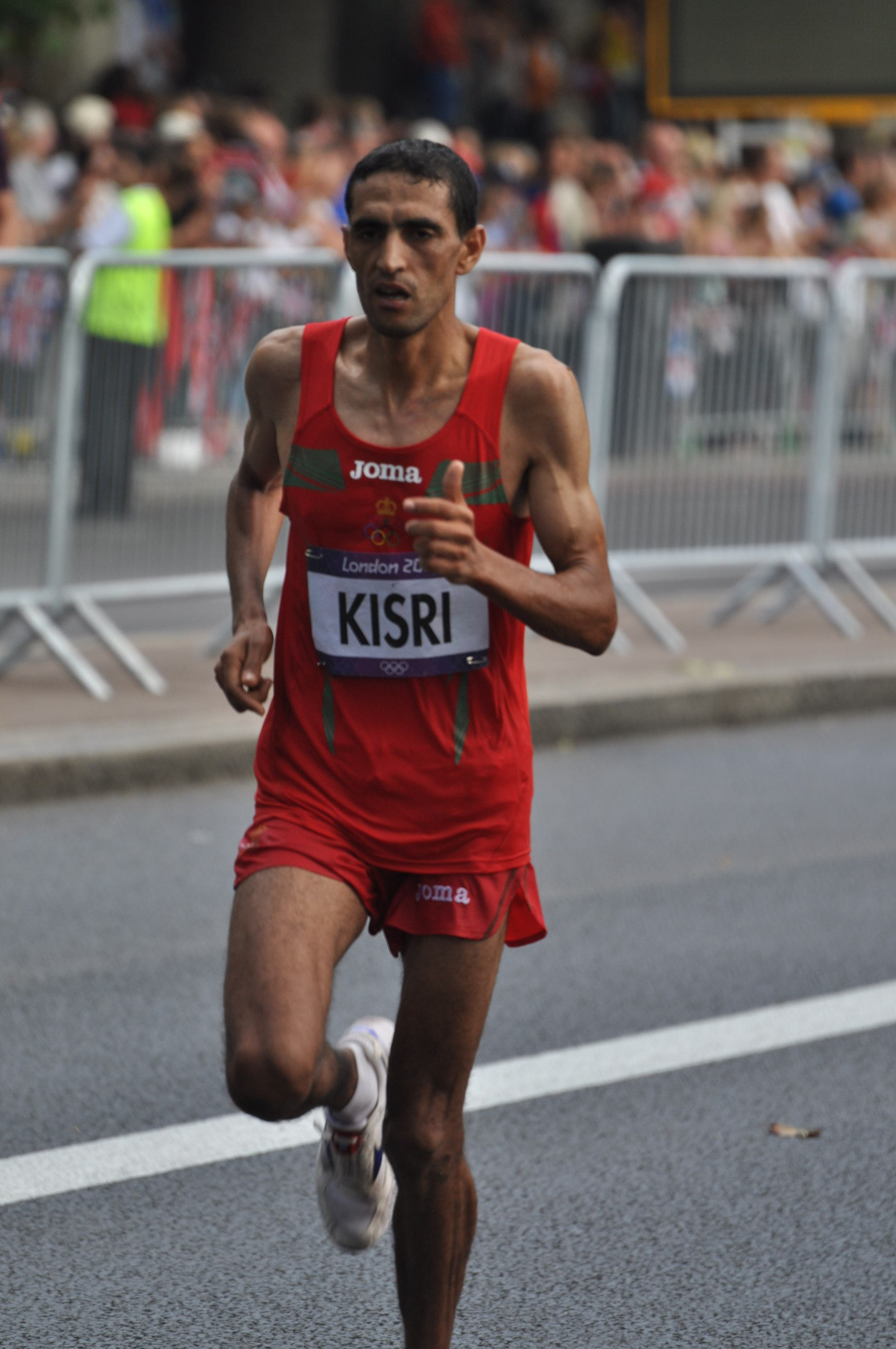
Rachid Kisri – Rang 44
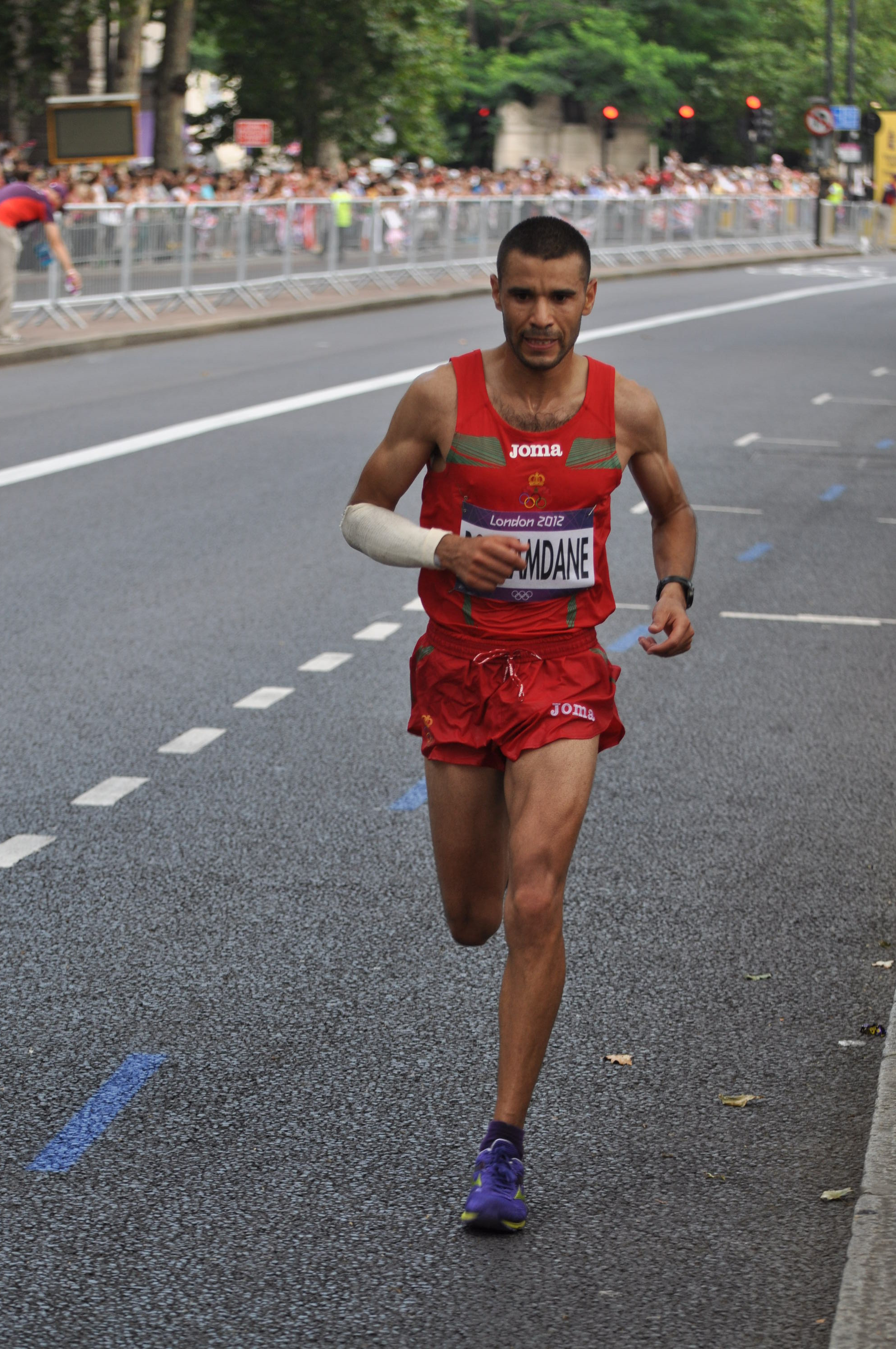
Abderrahime Bouramdane – Rang 45
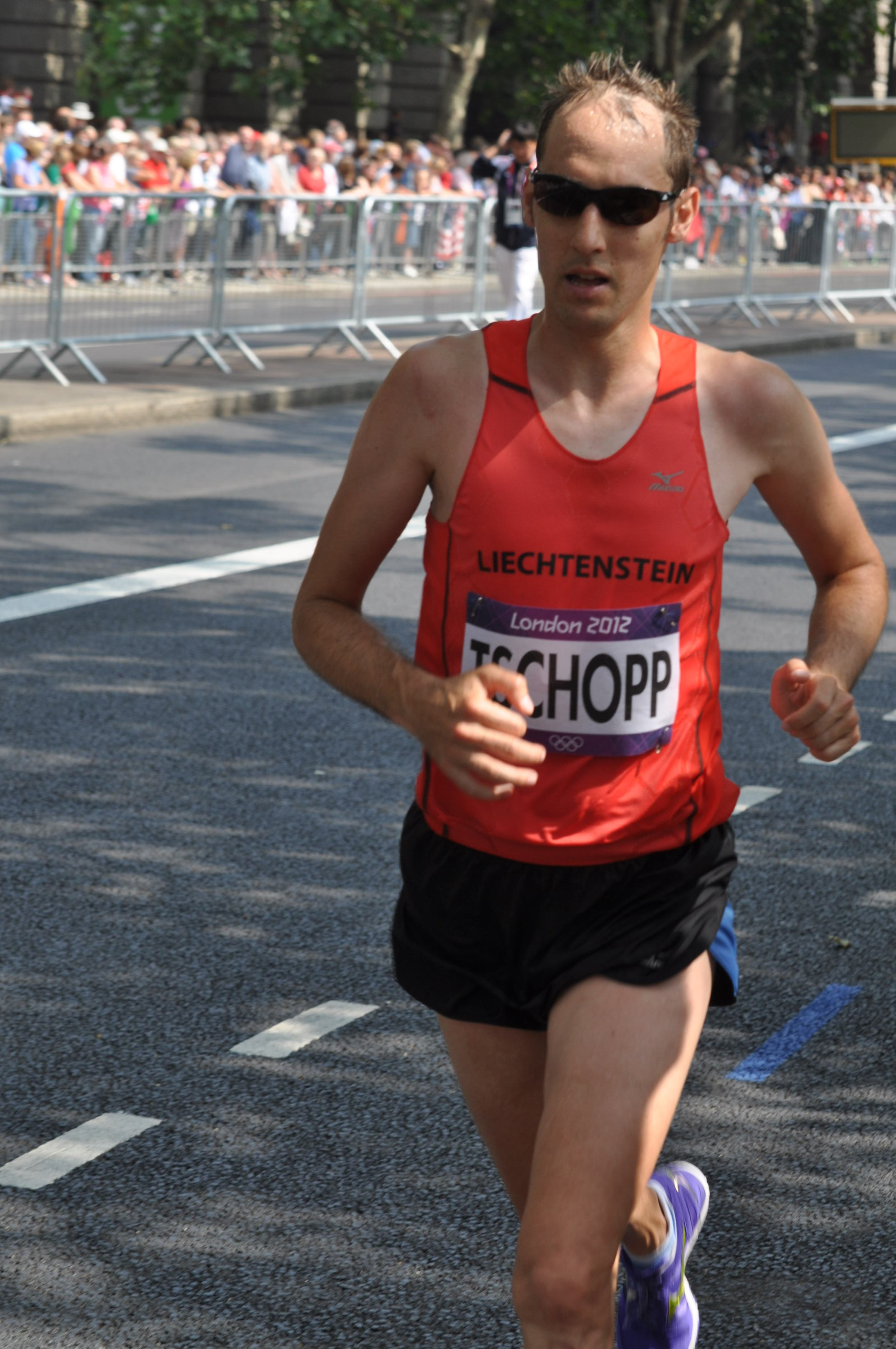
Marcel Tschopp – Rang 47
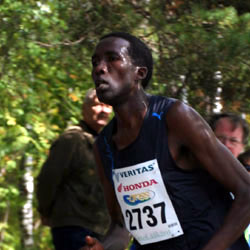
Francis Kirwa – Rennen nicht beendet
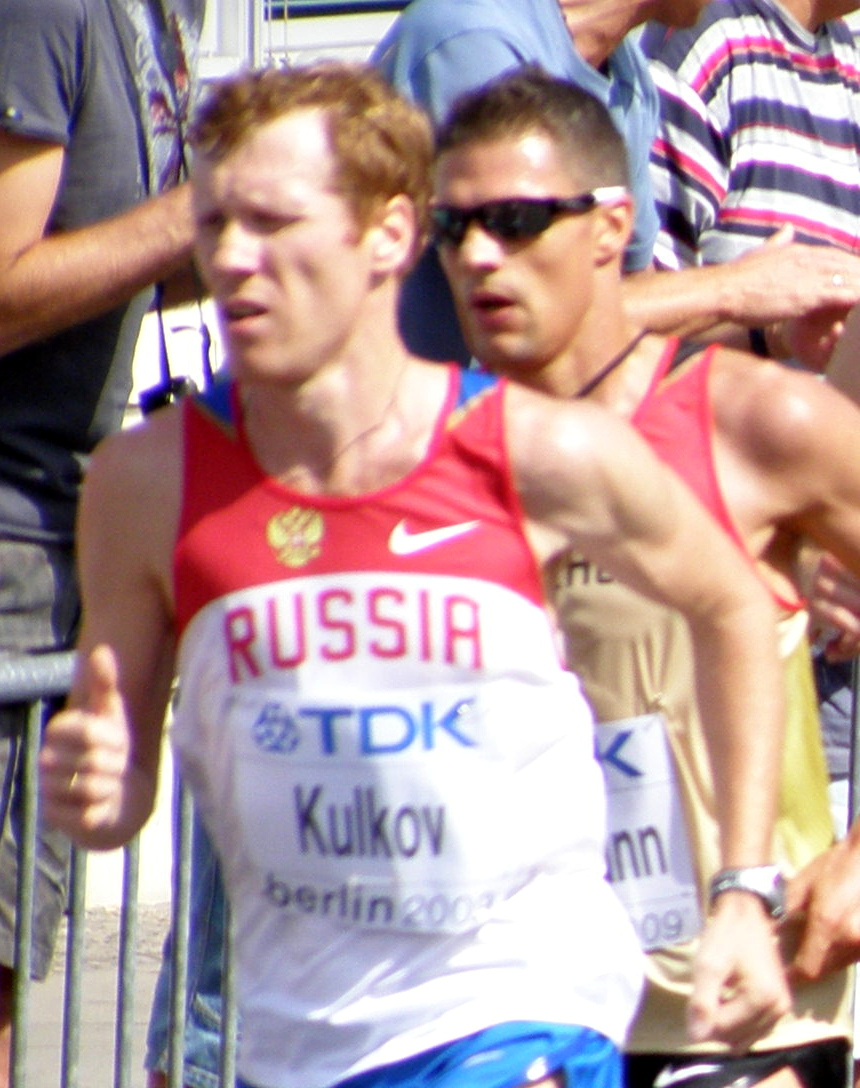
Martin Beckmann – Rennen nicht beendet
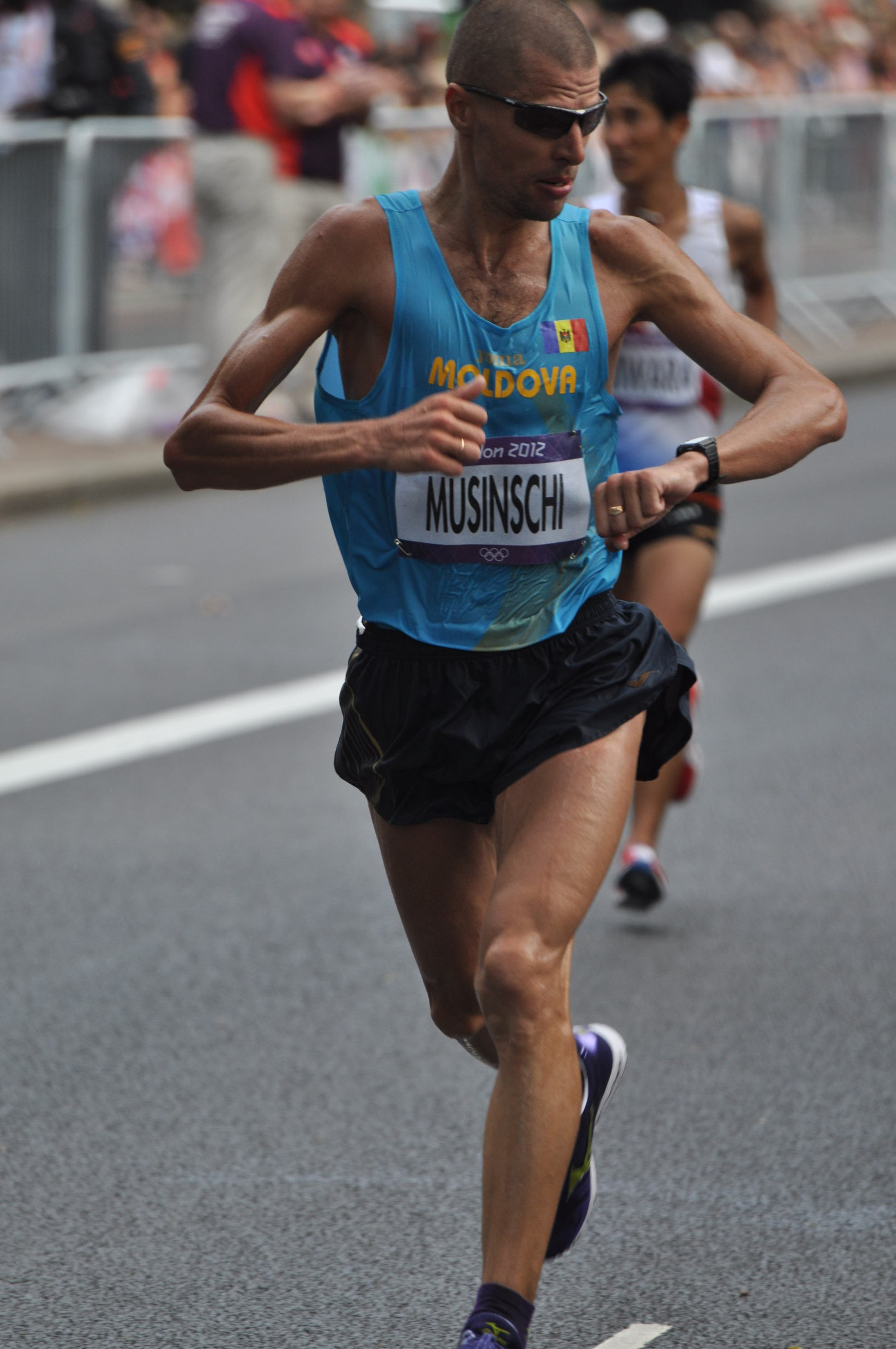
Iaroslav Mușinschi – Rennen nicht beendet
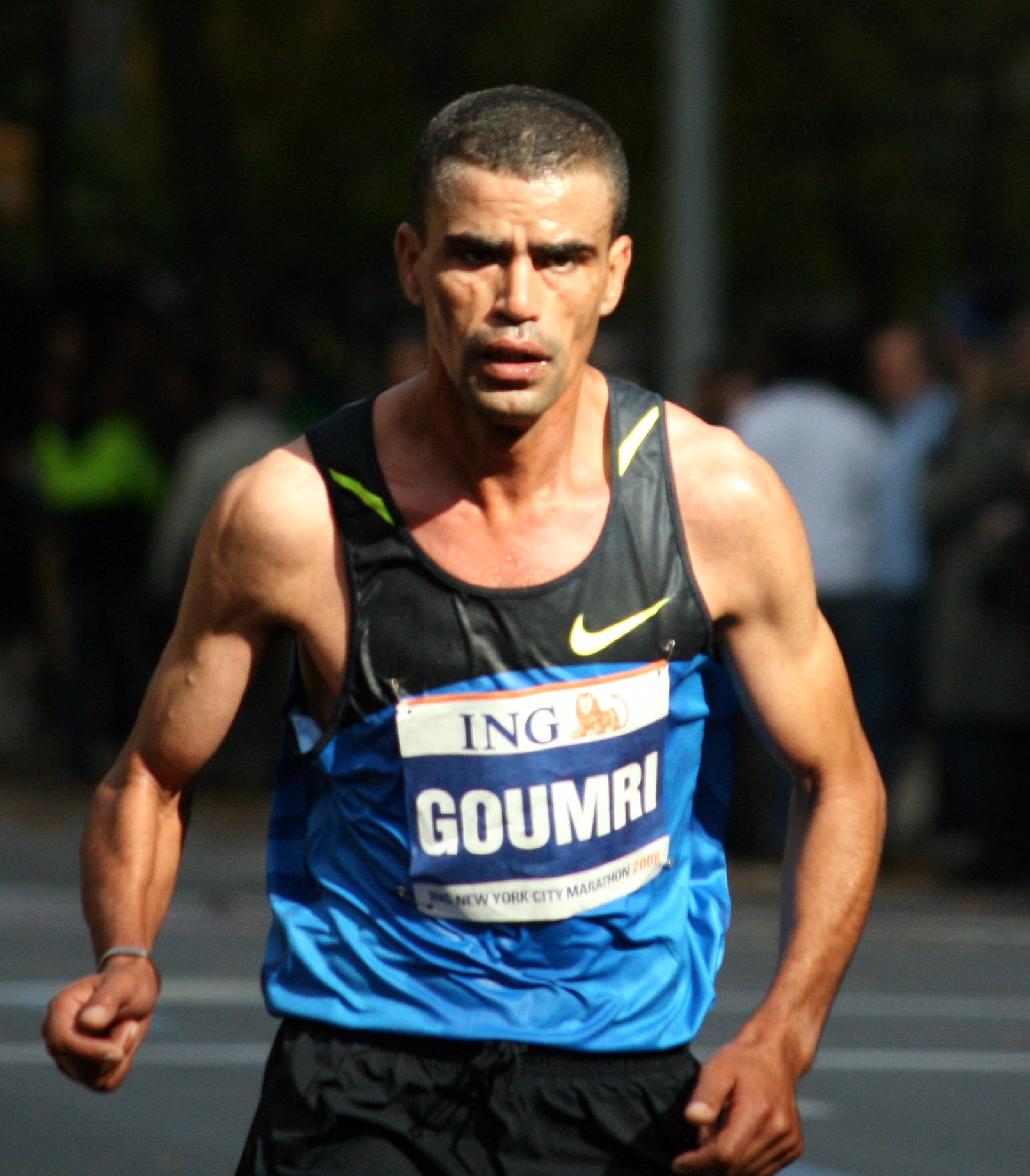
Abderrahim Goumri – Rennen nicht beendet
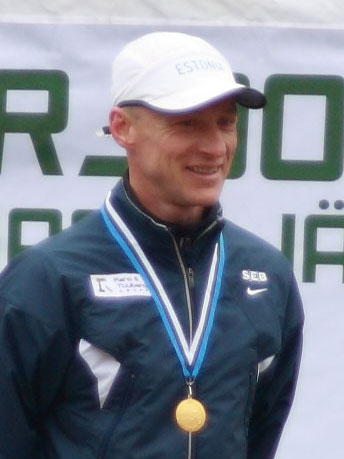
Pavel Loskutov – Rennen nicht beendet